# Кузяков, Яков Викторович
Яков Викторович Кузяков (род. 27 августа 1963, Москва) —  почвовед, профессор и заведующий кафедр лесного почвоведения и агропочвоведения Университета Гёттингена, Германия.

## Научная жизнь и карьера
Яков Викторович получил диплом специалиста в 1986 году в Университете Мартина-Лютера в Галле, Германия. В 1990 году защитил кандидатскую диссертацию под научным руководством Алексея Дмитриевича Фокина и Дмитрия Алексеевича Князева и получил степень кандидата биологических наук в Московской сельскохозяйственной Академии (ТСХА) в СССР. С 1990 по 1993 годы был заведующим радиоизотопной лаборатории в этой же академии. С 1993 года Яков Викторович продолжил свою научную карьеру в Германии — сначала в Берлинском Университете имени Гумбольдта, а с 1997 года в Гогенгеймском университете в Штуттгарте, где под руководством проф. Карла Штара защитил диссертацию доктора наук. В 2006 году был назначен профессором кафедры исследований агроэкосистем в Байройтском Университете, а начиная с 2011 года Яков Викторович является профессором и заведует кафедрами лесного почвоведения и агропочвоведения Геттингенского Университета Германии. Работал в различных университетах России, Китая, США и Великобритании.

### Научные интересы
Яков Кузяков является специалистом по экологии и биогеохимии почв, ризосферы, сельского хозяйства, землепользования и деградации почв, агроэкологии, круговорота углерода и азота, и использования радиоактивных и стабильных изотопов, и т. д. Его научная группа проводит исследования во всех климатических зонах от холодных пустынь до тропиков и в разных типах экосистем (сельскохозяйственные, лесные, горные, пастбища, и др.) в рамках множественных научных проектов Германии, России, Китая, Чили, Италии, Индонезии и сотрудничества в США, Великобритании и Австралии.

### Научные достижения
Яков Кузяков был признан высоко-цитируемым ученым мира в области сельскохозяйственных наук за 2015—2023 годы, также вошел в список самых высоко-цитируемых ученых России в 2017 году. Индекс Хирша согласно базе Scopus составляет 126. Яков Викторович является автором более чем 960 публикаций, индексируемые базой Web of Science, из которых:
- 20 статей в журналах серии Nature,
- 50 научных обзоров,
- 64 высоко-цитируемых статей (топ 1 % цитирований),
- 20 «горячих» hot статей (топ 0,1 % цитирований)

Разработал концепции и теории прайминг-эффектов (затравочный эффект, priming effects), горячих точек и моментов микробной активности в почве (microbial hotspots and hot moments), трансформации низкомолекулярных органических веществ в почве, корневых выделений и их локализации, визуализации активности ферментов в почве, педогенных карбонатов, агропедогенеза, биоугля, микробного метаболизма, и многие др. Эти исследования проводятся в зависимости от факторов глобальных изменений: потепления, повышенного содержания СО2 в атмосфере, а также засухи, деградации почв. Пионерные и инновационные работы были сделаны с применением специфического мечения изотопами, мечения растений в атмосфере 14СО2 и 13СО2 с совместным применением авторадиографии и зимографии, а также изотопов с биомаркерами.

### Участие в редакционных коллегиях научных журналов
Яков Кузяков входит в состав редколлегии нескольких высокорейтинговых научных журналов:
- Rhizosphere
- Biogeosciences[англ.]
- Land Degradation and Development
- Pedosphere и др.